# Sękocin Las
Sękocin Las (prononciation : [sɛŋˈkɔt͡ɕin ˈlas]) est un village polonais de la gmina de Nadarzyn dans le powiat de Pruszków de la voïvodie de Mazovie dans le centre-est de la Pologne.
Il se situe à environ 7 kilomètres au sud-ouest de Raszyn (siège de la gmina), 10 kilomètres au sud-est de Pruszków (siège du powiat) et à 15 kilomètres au sud-ouest de Varsovie (capitale de la Pologne).

## Histoire
De 1975 à 1998, le village appartenait administrativement à la voïvodie de Varsovie.